# Pseudacris regilla
Pseudacris regilla es una especie de anfibio anuro distribuido en el Noroeste del Pacífico.  Se trata de una pequeña rana que mide de 2,5 a 5 centímetros , vive en una variedad de ambientes naturales. 